# Нижньополевське
Нижньополевське́ (рос. Нижнеполевское) — село у складі Шадрінського району Курганської області, Росія. Адміністративний центр Нижньоплевської сільської ради.
Населення — 345 осіб (2010, 475 у 2002).
Національний склад станом на 2002 рік: росіяни — 98 %.